# Thaiyawat Rattanabudta
Thaiyawat Rattanabudta (thailändisch ทัยวัฒน์ รัตรบุดตา, * 14. November 1993) ist ein thailändischer Fußballspieler.

## Karriere
Thaiyawat Rattanabudta stand bis mindestens 2013 bei Bangkok Glass unter Vertrag. Wo er vorher gespielt hat, ist unbekannt. Der Verein spielte in der ersten Liga des Landes, der Thai Premier League. Für Bangkok Glass absolvierte er ein Erstligaspiel. Hier kam er beim Auswärtsspiel am 1. September 2013 bei Ratchaburi Mitr Phol zum Einsatz, als er in der 70. Minute für Goran Jerkovic eingewechselt wurde. Von 2016 bis 2018 spielte er beim Udon Thani FC und dem Trang FC. In welcher Reihenfolge er bei den beiden Vereinen unter Vertrag stand kann nicht nachvollzogen werden. 2019 spielte er für den Kalasin FC. Der Verein aus Kalasin spielte in der vierten Liga, der Thai League 4. Hier startete man in der North/Eastern Region. Am Ende der Saison musste er mit Kalasin in die Thailand Amateur League absteigen. Anfang 2020 schloss sich der Torwart dem Viertligisten Chaiyaphum United FC aus Chaiyaphum an.